# Голицын, Сергей Алексеевич
Князь Серге́й Алексе́евич Голи́цын (16 октября 1694 — 19 сентября 1758) — чиновник из рода Голицыных, с 29 марта 1753 по 12 июня 1756 занимавший должность московского губернатора.

## Биография
Старший сын полковника князя Алексея Борисовича Голицына (1674—1713) и его жены Анны Ивановны Сукиной (1672—1732). Старший из многочисленных внуков князя Бориса Алексеевича Голицына, «дядьки» Петра I.
Начал службу в Семеновском полку. Стольник (1717) при великой княжне Наталии Алексеевне. С 22 апреля 1722 года. Указом Петра I назначен первым российским  постоянным дипломатическим представителем в Испании, в 1726 года уволился по своей просьбе. Пожалован в камергеры (1727).
Бригадир (1732). С 1735 года определён в Монетную канцелярию, где прослужил 18 лет: до 1743 судья, с 1743 директор в чине действительного статского советника.
29 марта 1753 назначен московским губернатором с производством в генерал-поручики. Всё его правление губернией прошло в ожидании предполагавшегося переезда в Москву императрицы Елизаветы. Принимались меры по благоустройству города и усилению его пожарной безопасности. В частности, были созданы пожарные команды и запрещено крыть крыши соломой.
В 1755 г. открылся Московский государственный университет.
С. А. Голицын освобожден от должности губернатора по болезни 12 июня 1756 г. Закончил службу в чине действительного тайного советника. Похоронен в московском Богоявленском монастыре.

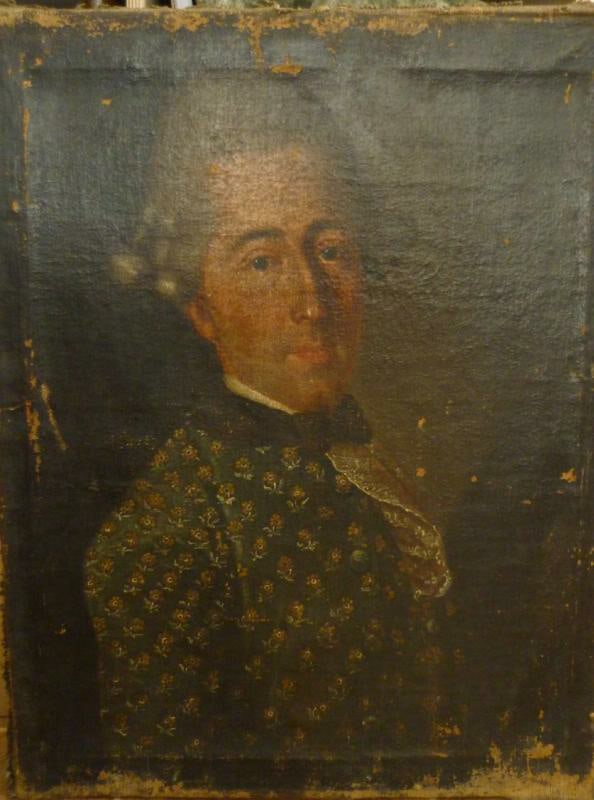
Портрет сына Николая Сергеевича Голицына (1712 – 1773)

## Семья
С 1711 года женат на Анастасии Васильевне Толочановой (1693—1756), наследнице угасающего рода Толочановых. Их дети:
- Николай (1712—1773), гвардейский полковник; у него сыновья Александр, Михаил.
- Алексей (1723—1765), полковник; женат на Анне Ивановне Бибиковой.
- Наталья (1715—1755), замужем за бригадиром князем Николаем Алексеевичем Долгоруковым.
- Екатерина (1719—1750), замужем за камергером Сергеем Наумовичем Сенявиным.
- Анна
- Татьяна (1736—1785), замужем за гвардии капитаном Петром Владимировичем Шереметевым.

## Вотчины
- Основная усадьба этой ветви Голицыных — Дубровицы.
- Каширский уезд, Мстиславский стан, сельцо Шаболово,
- Козельский уезд, Серенский стан, сельцо Молостино,
- Рязанский уезд, Понисский стан, с. Кузьминское,
- Чернский уезд, Пятницкий стан, с. Раево.